# Sadr al-Din al-Shirazi
Sadr al-Din al-Shirazi, ook bekend als Mulla Sadra (Perzisch:ملاصدرا, ook wel Molla Sadra of Mollasadra) (Shiraz, ca. 1571– Basra, 1640) was een Perzisch filosoof en islamitisch wetenschapper die de Perzische Culturele Renaissance leidde. Hij was de belangrijkste representant van de Ishraghi-school van mystici.

## Biografie
Sadr al-Din al-Shirazi werd geboren in de stad Shiraz. Hij volgde een filosofische opleiding in Isfahan, toen de hoofdstad van Perzië (Iran). Hij volgde ook lessen bij zijn latere schoonvader Mir Damaad.
Zijn filosofische opvattingen brachten hem al snel in conflict met de oelema (islamitische wetenschappers). Hij besloot zich terug te trekken uit het openbare leven. Deze retraite (die overeenkomsten vertoont met de hidjra) duurde 15 jaar. Na deze periode keerde Mulla Sadra terug naar zijn geboortestad Shiraz.
Hij stierf in 1640 in Basra, onderweg tijdens zijn zevende hadj.
- Bibsys: 90040258
- Bibliothèque nationale de France: cb120818356 (data)
- Catàleg d'autoritats de noms i títols de Catalunya: 981058511851906706
- CiNii: DA00393617
- Gemeinsame Normdatei: 118895486
- International Standard Name Identifier: 0000 0001 1862 6069
- Library of Congress Control Number: n81035993
- Bibliotheek van het Japanse parlement: 00474290
- Nationale Bibliotheek van Tsjechië: jo2009532271
- Nationale bibliotheek van Australië: 43876286
- Nationale Bibliotheek van Israël: 987007267416105171
- Nationale en Universitaire bibliotheek Zagreb: 000569987
- Nederlandse Thesaurus van Auteursnamen: 074759531
- Réseau des bibliothèques de Suisse occidentale: 02-A013500816
- LIBRIS: 106497
- SNAC: w6ns103c
- Système universitaire de documentation: 029127750
- TDVİA: molla-sadra
- Trove: 1459613
- Virtual International Authority File: 98174078
- WorldCat: E39PBJqBt44qMdyyBYr4kTBByd